# 르네 르바

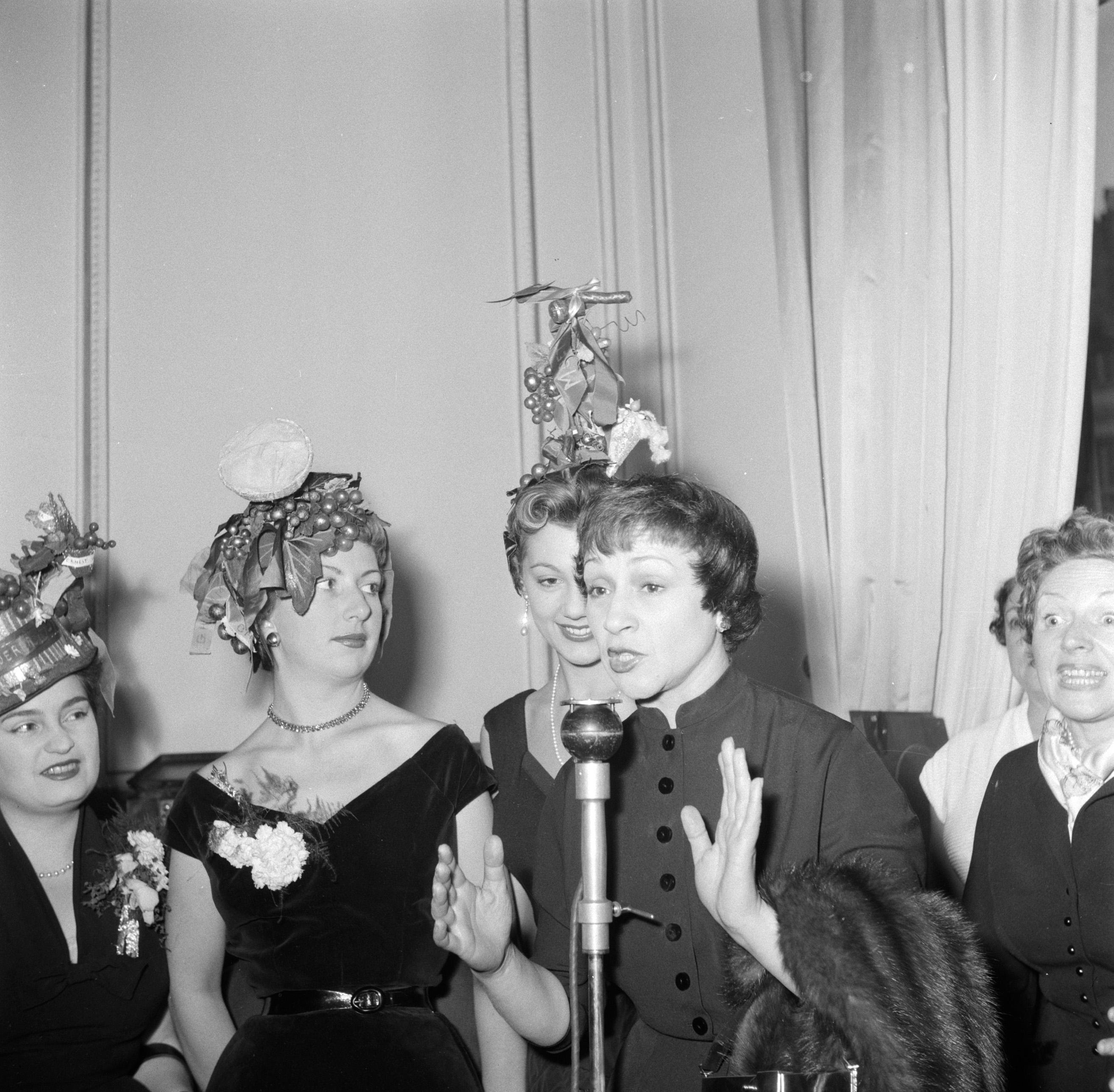

르네 르바(Renée Lebas, 1917년 4월 23일 ~ 2009년 12월 18일)는 프랑스의 여성가수이다. 파리에서 태어나 처음에는 저널리스트가 되고자 신문사에서 근무하기도 하였다. 16세 때부터 이미 방송에서 노래를 부르기도 하였으나, 본격적인 데뷔는 1938년에 하였으며 다음해에 음반을 취입하였다. 제2차 세계대전 중에는 활동을 중단된 적도 있었으나, 전후에 활동을 재개하였다.